# Edward Moran
Edward Moran (19. srpna 1829 Bolton, Lancashire – 8. června 1901 New York, New York) byl americký malíř námořních obrazů narozený v Anglii. Pravděpodobně nejvíce jej proslavila série 13 historických obrazů z námořní historie Spojených států.

## Raný život
Narodil se 19. srpna 1829 v Lancashiru v Anglii do rodiny Thomase a Mary Higsonových. Po vzoru svého otce se v mládí naučil pracovat s ručním tkalcovským stavem, avšak často byl viděn, jak si na bílou látku kreslí uhlím, místo aby pracoval.
Jeho rodina emigrovala v roce 1844 nejprve do Marylandu a o rok později do Filadelfie. Přestože Moran rád vyprávěl, jak šel sám z Baltimoru do Filadelfie, aby našel lepší budoucnost, jeho neteř prohlásila, že se do města přestěhovala celá rodina společně.

## Kariéra

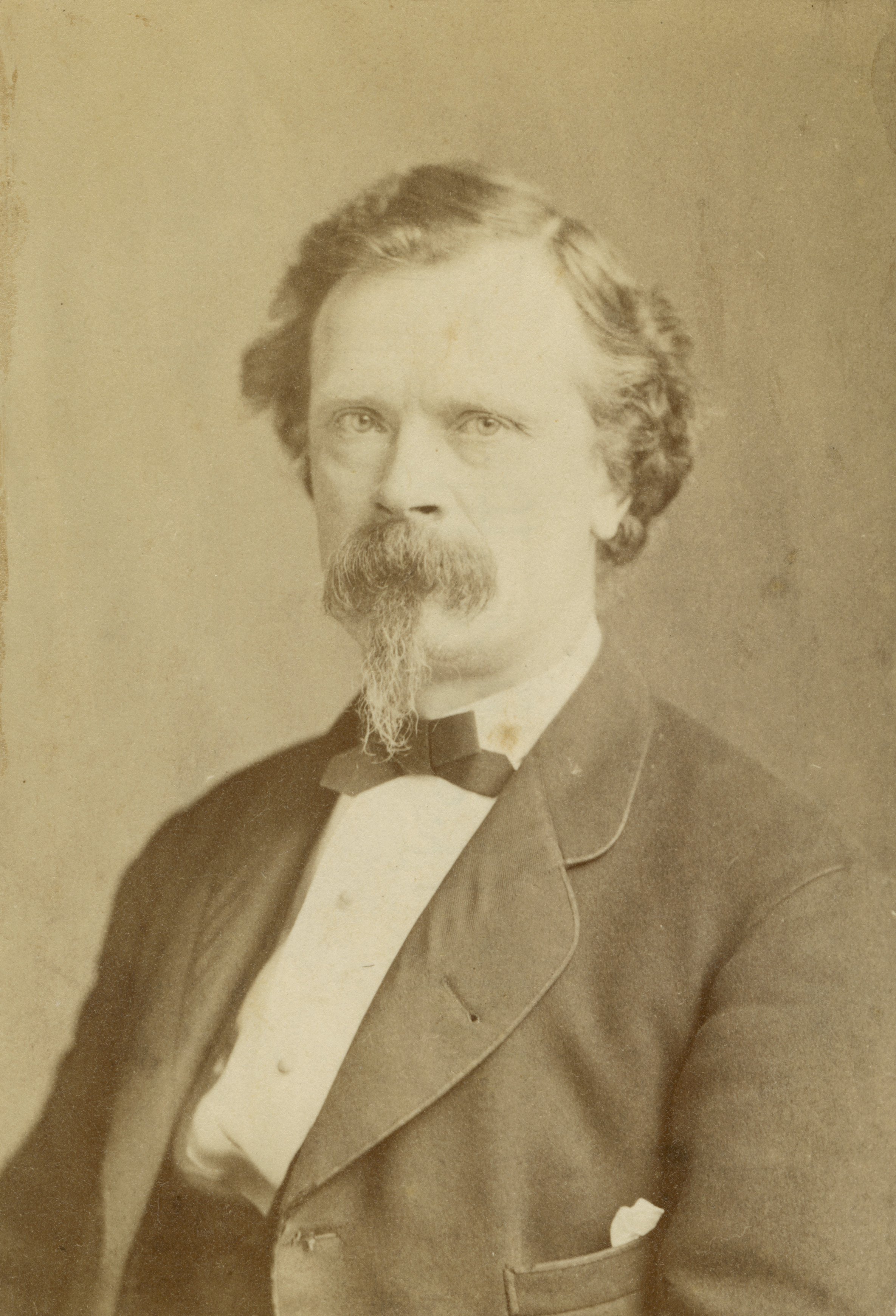
Edward Moran, konec 60. let 19. století, albuminový papír (carte-de-visite), Oddělení obrazových sbírek, Knihovna Národní galerie umění, Washington, D.C.

Ve Filadelfii se kolem roku 1845 učil u Jamese Hamiltona a krajináře Paula Webera; Hamilton Morana vedl zejména ke stylu mořských maleb. V 50. letech 19. století se začal prosazovat na filadelfské umělecké scéně; pracoval ve stejném ateliéru jako jeho mladší bratr, slavný americký malíř Thomas Moran; Edward dostával zakázky a dokonce dokončil několik litografických prací.
V roce 1862 odcestoval do Londýna a stal se žákem Královské akademie. Po návratu do Filadelfie se oženil s Annette Parmentierovou (svou druhou ženou), kterou rovněž vyučil krajinářkou. V roce 1872 si pak založil ateliér v New Yorku a po roce 1877 žil nějakou dobu v Paříži.

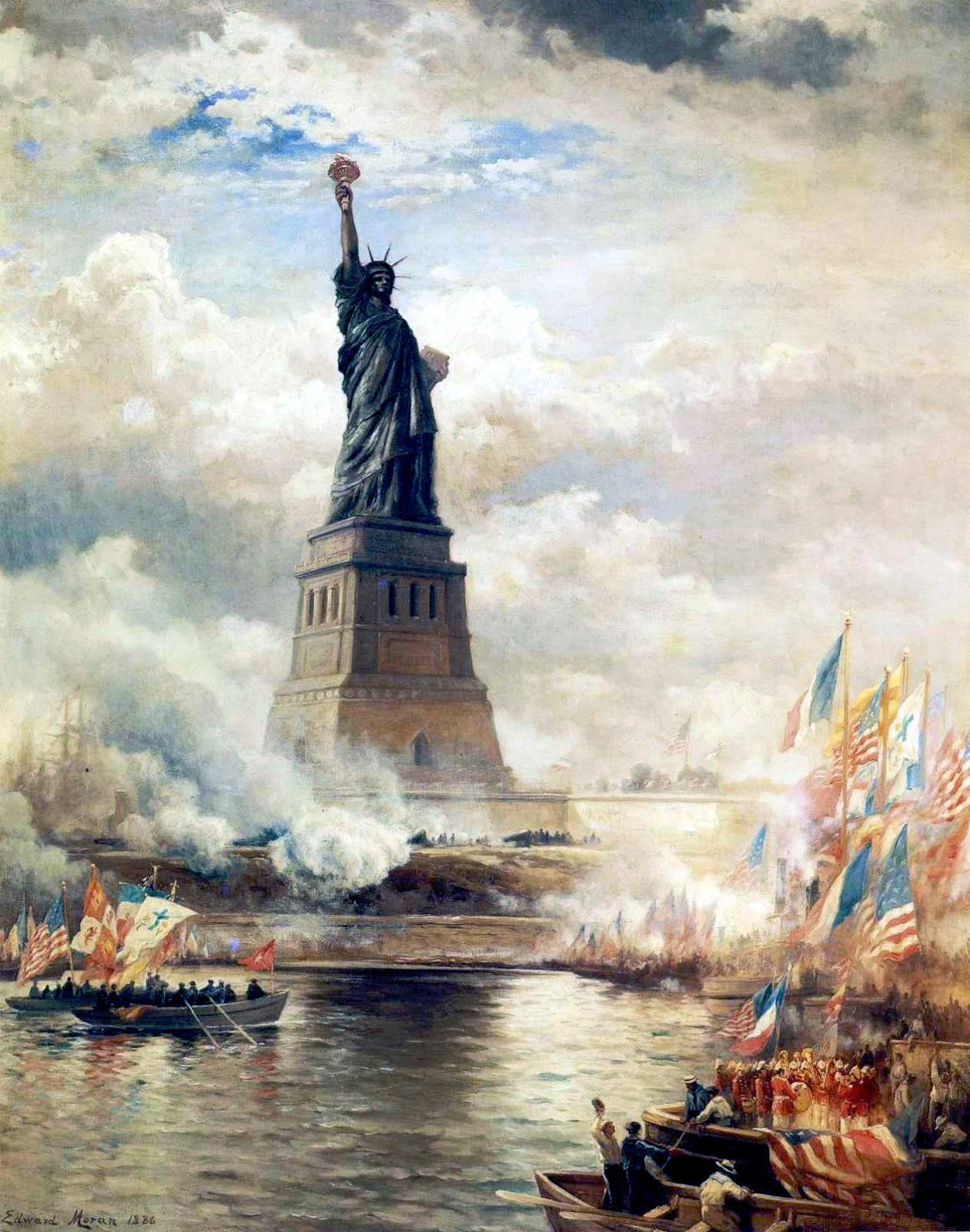
Unveiling The Statue of Liberty Enlightening the World, 1886

Na jedné z jeho nejznámějších výstav nazvané Land and Sea („Země a moře“) bylo v březnu 1871 vystaveno 75 jeho krajinomaleb a mořských obrazů, které byly později ilustrovány ve stejnojmenném katalogu. Výtěžek z výstavy, katalogu a prodeje dalšího obrazu (Pomocná loď vplouvající do Havru) věnoval na pomoc postiženým prusko-francouzskou válkou.
V roce 1885, na vrcholu své kariéry, zahájil tvorbu díla, které je považováno za jeho nejvýznamnější – sérii 13 obrazů představujících námořní historii Spojených států. Třináct obrazů do série si vybral kvůli významu tohoto čísla v americké historii (13 kolonií, 13 hvězd a pruhů na původní vlajce, atd.). Mezi náměty jsou mimo jiné Leif Eriksson, Kryštof Kolumbus, Hernando de Soto, Henry Hudson a admirál Dewey Nedlouho po dokončení byla série vystavena na Světové výstavě v Chicagu v roce 1893.

## Pozdější život
Moran žil v New Yorku až do své smrti v roce 1901. Byl pohřben na hřbitově Woodlawn v newyorském Bronxu. Přestože sérii třinácti obrazů daroval své ženě již několik let předtím, po jeho smrti se o vlastnictví strhla právní bitva: exekutor Moranovy pozůstalosti je odmítl vydat s tím, že jsou právoplatně pod jeho ochranou. Nejvyšší soud v New Yorku nakonec rozhodl ve prospěch Moranovy vdovy.

## Odkaz
V době své smrti byl všeobecně považován za jednoho z nejvýznamnějších malířů obrazů moře 19. století. Dnes už tak známý není, zastínilo ho dílo jeho mladšího bratra Thomase Morana (1837–1926), kterému pomohl nastartovat kariéru. Kromě něj se významnými americkými umělci stali také jeho synové Edward Percy Moran (1862–1935) a John Leon Moran (1864–1941), jeho další bratr Peter Moran (1841–1914) a synovec Jean Leon Gerome Ferris (1863-1930).